# Liberec-Horní Růžodol
Liberec-Horní Růžodol – stacja kolejowa w Libercu, w kraju libereckim, w Czechach. Znajduje się na wysokości 400 m n.p.m.
Jest zarządzana przez Správę železnic. Na stacji nie ma możliwości zakupu biletu, a obsługa podróżnych odbywa się w pociągu.

## Linie kolejowe
- 086 Liberec - Česká Lípa